# Generalkonsulat des Staates Israel (München)
Das Generalkonsulat des Staates Israel in München besteht seit 2011. Es hat seinen Sitz am Karolinenplatz im Stadtteil Maxvorstadt. Es handelt sich um das einzige israelische Generalkonsulat in Deutschland.

## Funktion
Der Konsularbezirk umfasst die Bundesländer Baden-Württemberg, Bayern, Hessen, Rheinland-Pfalz und das Saarland. Es verfügt über die Abteilungen Presse- & Öffentlichkeitsarbeit, Innovation & Forschung, Kultur, Bildung sowie Handel & Wirtschaft. Das Generalkonsulat ist mit drei Diplomaten besetzt: der Generalkonsulin, einer Konsulin und einem Gesandten für Wirtschaft und Handel. Insgesamt hat es knapp 20 Mitarbeiter (Stand: November 2015).

## Geschichte

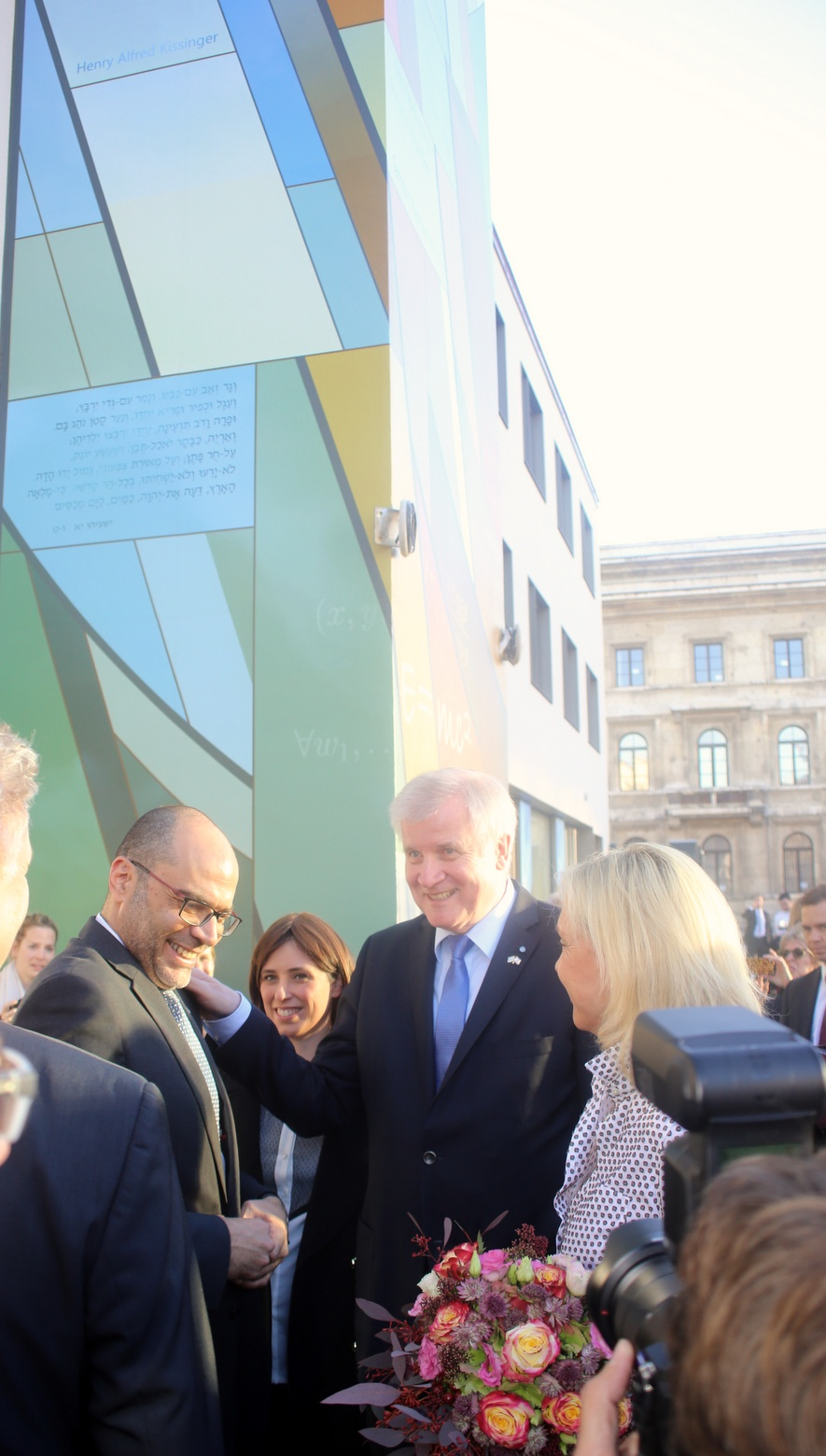
10. November 2015 – Neuer Sitz des Generalkonsulats des Staates Israel, München (Einweihung)

Am 8. April 2011 unterzeichneten der Bayerische Ministerpräsident Horst Seehofer und der israelische Außenminister Avigdor Lieberman eine gemeinsame Erklärung über die Errichtung eines Generalkonsulates des Staates Israel im Freistaat Bayern. Seine Arbeit nahm es im September 2011 auf und war zunächst in einem von Beginn an nur als Provisorium vorgesehenen Bürogebäude in der Brienner Straße 19 (Maxvorstadt) beheimatet, in dem kein Parteienverkehr stattfand. Seit Februar 2012 verfügt das Generalkonsulat mit dem Israel Trade Center auch über eine Handels- und Wirtschaftsabteilung, die dem israelischen Ministerium für Industrie, Handel und Arbeit untersteht und auch für Österreich zuständig ist. Die feierliche Eröffnung erfolgte am 3. Juli 2012.
Anfang 2014 fiel die Entscheidung für die dauerhafte Unterbringung des Generalkonsulats auf ein dem Freistaat Bayern gehörendes Hintergebäude der damaligen staatlichen Lotteriezentrale am Karolinenplatz, die im Sommer 2014 aus der Liegenschaft auszog. Es wurde für etwa acht Millionen Euro entkernt, modernisiert und umgebaut; die Kosten teilten sich der Freistaat Bayern als Eigentümer und der Staat Israel als Mieter der Immobilie.
Die Wahl des Standorts erfolgte auch aufgrund seiner symbolhaften historischen Bedeutung in unmittelbarer Nachbarschaft zu Denkmälern aus der und für die Zeit des Nationalsozialismus. Vor mehr als 70 Jahren war der Karolinenplatz und das Parteiviertel in der Münchner Maxvorstadt das geistige und politische Zentrum des Nationalsozialismus, von dem aus die Architektur der totalitären NSDAP-Herrschaft aus organisiert wurde. Das Gebäude des heutigen Generalkonsulats grenzt unmittelbar an das Grundstück an, auf dem sich während des Nationalsozialismus die Parteizentrale der NSDAP in München, das sogenannte „Braune Haus“ in der Brienner Straße befand und auf dessen Grundstück 2015 das NS-Dokumentationszentrum eröffnete, das Münchens problematische Geschichte als sogenannte „Hauptstadt der Bewegung“ darstellt und vermittelt. Das 1828 errichtete Palais Barlow wurde von Hitlers Architekten Paul Ludwig Troost zum „Braunen Haus“ umgestaltet und stellte dabei die Keimzelle des Viertels der NSDAP am Königsplatz da. Mit der Machtübernahme der NSDAP verlangte die Führung mehr Platz und repräsentative Räume. Hierfür wurden von Troost bis 1936 zwei baulich identische Gebäude an der Ostseite des Königsplatzes errichtet. Im Nordwesten des neuen israelischen Konsulats steht bis heute der sogenannte „Führerbau“, ein 1937 fertiggestellter Repräsentationsbau, der den Krieg überstand und heute die Hochschule für Musik und Theater beherbergt. Hier befand sich u. a. Adolf Hitlers Büro, in dem er zahlreiche Staatsgäste empfing. Der Königsplatz bildete auch das ideologische Zentrum der NSDAP. Er wurde zu einem Aufmarschplatz umgestaltet, den die Nationalsozialisten für diverse Inszenierungen nutzten. Am Rande des Platzes, zwischen Führer- und Verwaltungsbau, errichtete Troost zwei „Ehrentempel“. Im Gebäude unmittelbar im Süden des Generalkonsulats hatte einst das oberste Parteigericht der NSDAP seinen Sitz. Das Gebäude dient heute der Acatech, der Deutschen Akademie der Technikwissenschaften, als Geschäftsstelle. Die unterschiedlichen Abteilungen der Partei hatten in der Umgebung zahlreiche Gebäude zum Teil erworben, zum Teil wurden jüdische Besitzer (darunter auch die Familie Mann) zum Verkauf gezwungen und die Häuser anschließend für die Zwecke der Partei umgebaut. Das Parteiviertel in der Münchner Maxvorstadt blieb bis Kriegsende das geistige und politische Zentrum des Nationalsozialismus.
Am 10. November 2015 wurde der neue Sitz des Generalkonsulats im Beisein hochrangiger Gäste, darunter der stellvertretenden israelischen Außenministerin Tzipi Hotovely und des Zentralratspräsidenten Josef Schuster, eingeweiht; das Gebäude sollte aufgrund einer Verzögerung des Umbaus jedoch erst drei Monate später bezogen werden.
Am 5. September 2024 schoss ein 18-jähriger Österreicher bosnischer Abstammung im Bereich des Generalkonsulats und des NS-Dokumentationszentrums München mehrfach mit einer Langwaffe um sich. Die Polizei München geht von einem terroristischen Terroranschlag auch in Bezug auf das Generalkonsulat aus.

## Die Geschichte des ersten israelischen Konsulats in München
Auch wenn der Staat Israel nach seiner Gründung Beziehungen zu Deutschland strikt ablehnte und beispielsweise die deutsche Sprache aus der israelischen Öffentlichkeit verbannte, wurde bereits im Herbst 1948 ein israelisches Konsulat in der Maria-Theresia-Straße 11 in München eröffnet. Das Konsulat galt nicht als Institution, die offizielle Beziehungen mit Deutschland pflegte. Es erhielt seine Akkreditierung von den westlichen Besatzungsmächten – den USA, Großbritannien und Frankreich. Der Grund für die Konsulatseröffnung waren die jüdischen Displaced Persons, die sich vor allem in Camps im Umland Münchens aufhielten. Das Konsulat assistierte diesen bei der Auswanderung nach Israel. Auch war das Konsulat mit Aufgaben betraut, die die materielle Entschädigung des jüdischen Volkes und die Rückgabe von jüdischem Besitz betrafen. Im Juni 1953 wurde das Konsulat geschlossen und die Israel-Mission in Köln eröffnet, um die Zahlungen der Bundesrepublik Deutschland, die im Luxemburger Abkommen vereinbart worden waren, abzuwickeln.

## Generalkonsule
- 2011–2013: Tibor Shalev Schlosser[17]
- 2013–2017: Dan Shaham
- 2017–2021: Sandra Simovich
- 2021–2023: Carmela Shamir
- seit 2023: Talya Lador-Fresher[18]

## Gebäude
Das Gebäude ist dreistöckig und umfasst etwa 1000 m². Im Treppenhaus ist sowohl bayerischer als auch israelischer Stein verbaut. An der Fassade findet sich eine Grafik, die das bayerische Rautenmuster mit dem Davidstern verbindet; zudem sind dort die Namen jüdischer Persönlichkeiten aus Deutschland und Sätze aus der hebräischen Tora aufgeführt.